# Stráne pod Tatrami
Stráne pod Tatrami (węg. Tátraalja, do 1899 Forberg, niem. Vorberg) – wieś (obec) w północnej Słowacji leżąca w powiecie Kieżmark, w kraju preszowskim. Pierwsza pisemna wzmianka o wsi pochodzi z 1438 roku.